# Washington (Nowy Jork)
Washington – miasto w Stanach Zjednoczonych, w stanie Nowy Jork, w hrabstwie Dutchess.